# Entrepothaven (Amsterdam)
De Entrepothaven te Amsterdam is een trompetvormig watergebied in het Oostelijk Havengebied van Amsterdam. De haven werd in 1898-1900 ingericht en is 1,2 km lang, maximaal 200 meter breed maar taps toelopend naar het westen. De diepte is gemeten tussen de 5 en 7 meter. Het is de meest oostelijke haven van Amsterdam en strekt zich uit van het Amsterdam-Rijnkanaal tot de aan Panamalaan. De ligging is tussen het Cruquiuseiland en het schiereiland Borneo.

## Geschiedenis

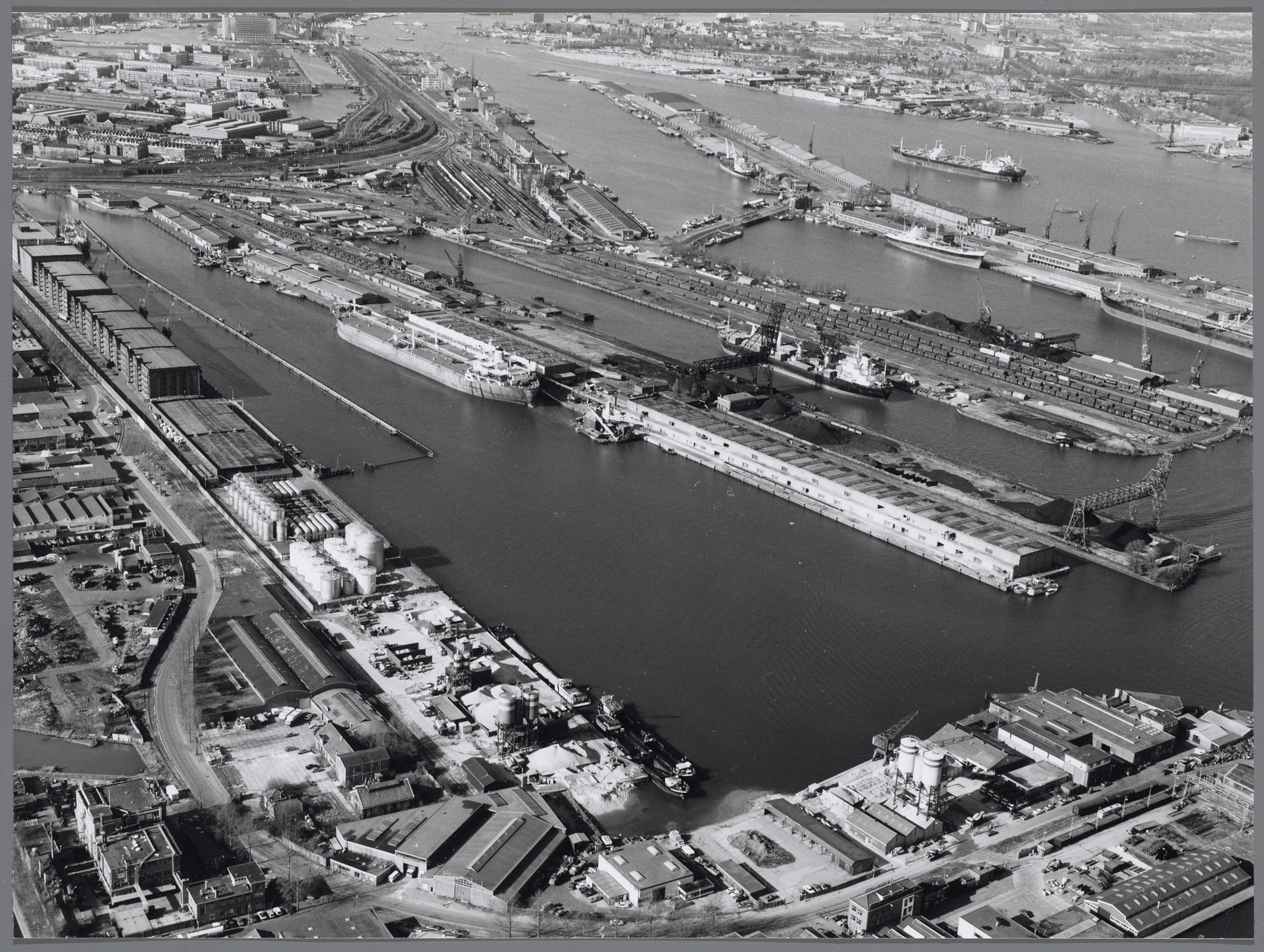
Entrepothaven in c. 1978

De haven is ontstaan als uitbreiding van het oude Entrepotdok, waartoe de toegang door grote schepen werd beperkt door de aanleg van het spoorwegviaduct door de Rietlanden in 1877. Met de aanleg van het Merwedekanaal in 1892 werd de verbinding met het achterland sterk verbeterd, en konden de pakhuizen aan het Entrepotdok benut worden voor de overslag van goederen. De haven is gegraven in een moerasgebied dat de Stads Rietlanden heette.
De zuidelijke oever was de locatie van de Nieuw-Entrepôt of Gemeentelijk Handels Entrepôt, gebouwd tussen 1897 en 1899. Beveiliging werd verzekerd door een muur langs de Cruquiusweg, poorten over de spoorlijnen die vanuit het oosten binnenkwamen en een barrière van houten palen in het water. In 1899 worden de pakhuizen Maandag tot en met Zaterdag gebouwd, in 1903 gevolgd door Zondag. De pakhuizen waren aangesloten op de spoorlijn tussen Centraal Station en Muiderpoortstation.
Ook in 1899 werd het dok verbonden met de in 1675 gegraven Nieuwe Vaart door de Nieuwe Entrepotdokschutsluis, die door Brug 352 wordt overgestoken.

## Van oost naar west
Van oost naar west wordt het dok doorkruist door:
- de brug C. Van Eesterenlaan (brug 1940)
- de Entrepotbrug, een kronkelend flatgebouw van zes verdiepingen, gebouwd in 1992
- De Borneosteiger (brug 1981), een houten constructie, geschikt voor voetgangers en fietsers, met zelfs een ophaalbrug die toegang geeft tot ligplaatsen. In het midden van het dok ligt een klein ovaal eiland waar aanvankelijk het restaurant Jaap Hannes was gevestigd. Latere restaurants hebben het nooit lang uitgehouden. Sinds 2020 zit hier Sham Oost.

Het dok is toegankelijk vanuit het IJ aan de monding van het Amsterdam-Rijnkanaal en ligt tussen Borneoeiland in het noorden en Cruquiuseiland in het zuiden. In 2019-20 worden woningen ontwikkeld op het industrieterrein op de oostpunt van Cruquiuseiland, ten oosten van de Harbour Club en de twee hotels niu Fender en Yays, waarvoor een jachthaven is aangelegd.

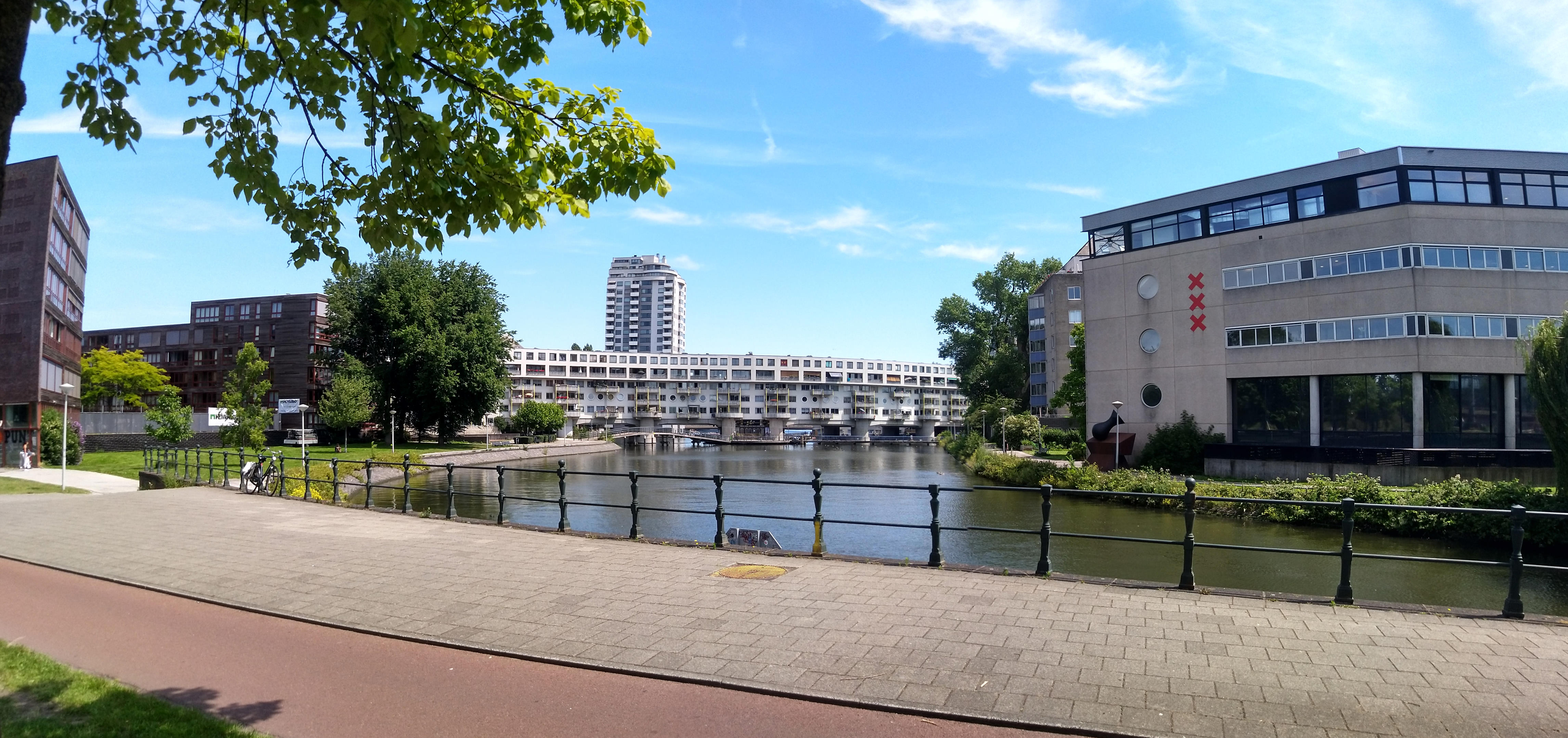
Entrepothaven en Entrepotbrug vanuit Panamalaan, 2020

Verder naar het westen en tot aan de C. Van Eesterenlaanbrug (Brug 1940) grenst de zuidelijke oever, Zeeburgerkade, aan de rij van 19e-eeuwse pakhuizen van Maandag tot Zondag, gebouwd in 1899, en tussen 1988 en 1991 verbouwd tot 390 premie-koopwoningen door Architect Chris Smit. Pakhuis Zondag was een theepakhuis uit 1903 en is in 1990 door architect Pieter Weeda tot moderne appartementen verbouwd. In het jaar 2000 verschenen de drijvende tuinen van Robert Jasper Grootveld (1932-2009) in het water bij de Zeeburgerkade.
Hierna volgt het pakhuis Koning Willem I, oorspronkelijk een cacaomagazijn gebouwd in 1962 en in 1988 omgebouwd tot het Internationaal Instituut voor Sociale Geschiedenis.
De noordelijke oever langs de Borneokade wordt ingenomen door moderne laagbouwgezinswoningen en de 8e Montessorischool.
Ten westen van de brug C. Van Eesterenlaan wordt het dok omringd door flats uit de jaren 1990, voornamelijk ontworpen door Atelier Pro. Op de noordoever staat de Watertoren Entrepot-West, een 60 meter hoge appartementengebouw uit 1997, en aan weerszijden een paar ‘potloodflats’. Tussen de zuidelijke Haventweeling staat het voormalige douanekantoor, gebouwd in 1900, tegenwoordig een kinderdagverblijf. Voor dit gebouw staat monumentale boom nr. O493, en canadese populier geplant in 1930.
In het meest westelijke gebouw aan de zuidoever was het stadsdeel Zeeburg gehuisvest, totdat deze in 2010 werd samengevoegd met Oost. Op het dak staat het sculptuur Gyroscoop uit 1995 door Jos Kokke en daarnaast op de Entrepotkade staat de sculptuur 'Hommage' uit 1994 van Jos Willems. Tegenover staat het Batavia-gebouw (Panamalaan 38), gebouwd in 2000 naar ontwerp van Frits van Dongen. De stenen in de westelijke muur vormen een gedicht van Gerrit Kouwenaar:
Ik lig als een achip op de rede

van een stad die eeuwen bestaat

ik ben vastgelegd aan een heden

maar draag een verleden naam

ik huis hier tussen mijn muren

zoals mensen binnen hun huid

ruimte kijkt uit door mijn ramen

ik ben voor de mensen gebouwd
Na protesten werd geen vergunning voor een jachthaven aan de Borneosteiger verleend.

## Gebruik
Zwemmen in het dok is verboden, hoewel deze aanwijzing vaak wordt overtreden. Privéboten, kanovaarders en vissers maken gebruik van het dok. Aan de westkant is een aanlegsteiger die halverwege de jaren 2010 enkele jaren werd gebruikt door 'hop-on hop-off' rondvaartboten.
Het dok trekt wilde eenden, boerenganzen, zwanen, meerkoeten, meeuwen, futen en af en toe reigers en nijlganzen aan.